# José André Coimbra
Dom José André Coimbra (Itamarandiba, 10 de novembro de 1900 - Araxá, 16 de agosto de 1968) foi um bispo católico brasileiro. Foi o segundo bispo de Barra do Piraí-Volta Redonda e o primeiro bispo de Patos de Minas.

## Biografia
Dom José nasceu no antigo distrito de Barreiras, futuro município de Carbonita, mas na época pertencente a Itamarandiba. Filho de José dos Santos Coimbra e Maria dos Santos Coimbra, Dom José fez seus estudos primários em sua terra natal. Cursou o seminário de Diamantina e foi ordenado presbítero a 13 de julho de 1924. Foi vigário de Itamarandiba durante 6 meses e do Serro por 10 anos. Foi diretor do hebdomadário Estrela Polar e professor no seminário e no ginásio da cidade de Diamantina.

### Episcopado
Foi Sagrado bispo da diocese de Barra do Piraí em 24 de junho de 1938, onde permaneceu até outubro de 1955. Foi o idealizador do seminário menor, localizado na estrada que liga Barra do Piraí a Valença, onde hoje se encontra a Universidade Geraldo de Biasi. Sua instalação, porém, deu-se somente no governo de seu sucessor, Dom Agnelo Rossi. Foi um dos bispos que lutou pela instalação de uma diocese no município de Nova Iguaçu, pois já vislumbrava o grande crescimento demográfico e econômico da Baixada Fluminense. Foi também o fundador do semanário O Vigilante.
Em 8 de junho de 1955 foi nomeado bispo da diocese de Patos de Minas e tomou posse no dia 30 de outubro de 1955, quando foi instalada a diocese. O ato foi presidido por Dom Alexandre Gonçalves do Amaral, delegado do núncio apostólico. Em Patos de Minas fundou o jornal Folha Diocesana e criou a Paróquia de Santa Terezinha. Escreveu três cartas pastorais e o livro de contos Um Padre, um Ovo e um Cão. Elaborou ainda um trabalho folclórico a respeito das modinhas de sua terra natal e a história de Carbonita. É também o autor da melodia do hino oficial de Patos de Minas.
Faleceu na cidade de Araxá em 16 de agosto de 1968 e foi sepultado no dia seguinte na cripta da Catedral de Santo Antônio de Pádua, em Patos de Minas.